# Hypoxylon trugodes
Hypoxylon trugodes är en svampart som beskrevs av Berk. & Broome 1875. Hypoxylon trugodes ingår i släktet Hypoxylon och familjen kolkärnsvampar.   Inga underarter finns listade i Catalogue of Life.